# Panzerzug Sitschowyj Strilez
Der Panzerzug Sitschowyj Strilez (Kyrillisch: Бронепоїзд Січовий стрілець, deutsch: Sicherungsschütze), auch in Kurzform erwähnt als Panzerzug Sitschowyj, war ein ukrainischer Panzerzug aus der Zeit des Polnisch-Ukrainischen Krieges.

## Geschichte
Am 21. April 1919 griffen ukrainische Sicherungsschützen den russischen Panzerzug Tovarishch Voroshilov (deutsch: Genosse Woroschilow) zwischen den Dörfern Dertka und Myropil an. Nach einem kurzen Gefecht konnten diese den Panzerzug erobern. Nach einer kurzen Begutachtung und Wartung wurde dieser Panzerzug in die Armee der ukrainischen Volksrepublik als Panzerzug Sitschowyj Strilez eingegliedert. Der Panzerzug war nur kurz im Besitz der ukrainischen Volksrepublik und wurde dennoch an Gefechten gegen russische und später gegen polnische Truppen eingesetzt.

## Technische Daten

### Lokomotive

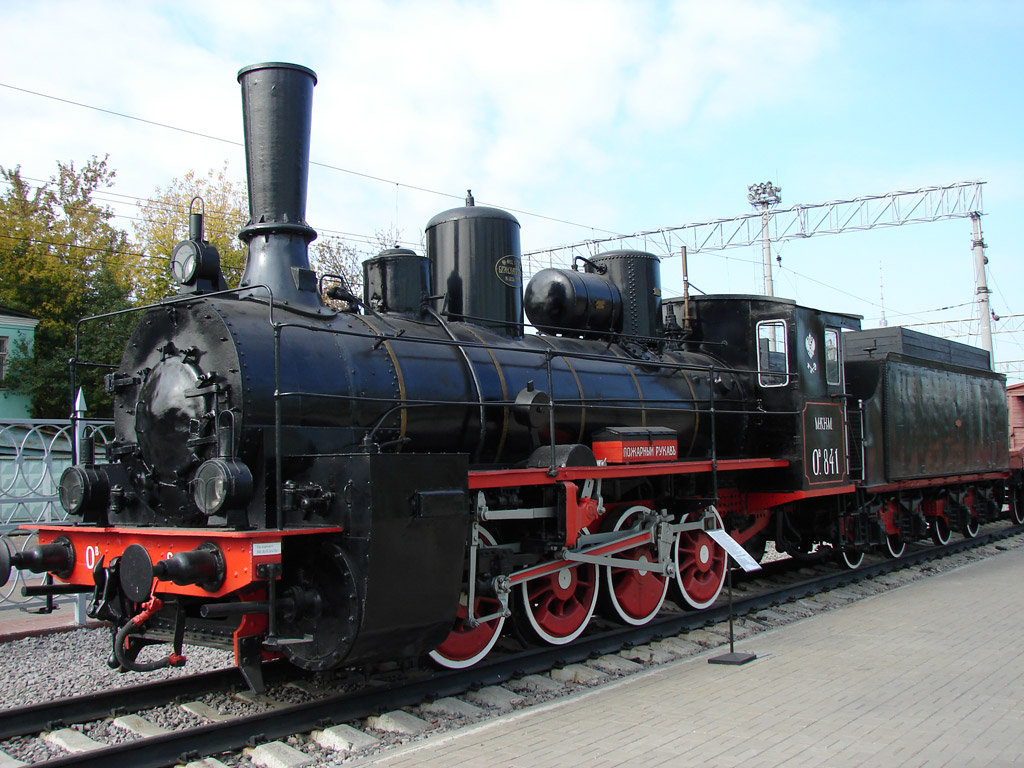
Ungepanzerte Dampflokomotive der russischen Baureihe O

Die standardmäßige Dampflokomotive des Panzerzug Sitschowyj Strilez war eine Russische Baureihe О mit einem eigenen Tender. Diese war vollständig gepanzert. Die Panzerung bestand aus Kesselstahl mit einer Stärke von 12 bis 16 mm. Zusätzlich verfügte die Panzerlokomotive über einen Kommandostand mit einer elektrischen Signalanlage und Sprechrohren.

### Maschinengewehrwagen
Der Panzerzug Sitschowyj Strilez verfügte über zwei Maschinengewehrwagen. Diese waren ursprünglich zweiachsige Flachwagen, welche mit einem gepanzerten Aufbau versehen wurden. Die Panzerung bestand aus 12 bis 16 mm dicken Kesselstahl. Der Innenraum wurde in zwei große Bereiche aufgeteilt. Zum einen gab es den Maschinengewehrraum und den Kanonenturm. In jeder Seitenwand der Wagen befanden sich fünf runde Schießscharten für schweren Maschinengewehre. Die Hauptbewaffnung der Wagen wurde jedoch entfernt, da sie nicht mehr funktionierten und der Geschützturm wurde mit Stahlplatten verschlossen.
Zur Nahverteidigung verfügten die Wagen über zwölf 7,62-mm-Maxim Maschinengewehre, je fünf an den Seiten und zwei an der Stirnseite, neben dem Geschützturm. Die Kühlung der Läufe wurde durch ein spezielles Wasserleitungssystem im Wagen sichergestellt. Jedes Maschinengewehr hatte 1500 Schuss Munition zur Verfügung. Um Gegen kaltes Wetter gerüstet zu sein, verfügten die Wagen über eine Heizung, welche im Boden und den Wänden montiert war. Das heiße Wasser kam aus dem Lokomotivkessel. Weiterhin waren die Wände mit einer 20 mm dicken Schicht aus Kork und 6 mm dicken Sperrholzschicht isoliert.

### Abstoßwagen
An beiden Enden des Zuges befand sich je ein zweiachsiger Flachwagen, welche als Abstoßwagen diente. Sie sollte den Panzerzug vor Minen oder Entgleisung zu schützen und Gefahren vor den wichtigen Wagen zu beseitigen. Zusätzlich dienten sie zum Transport von Material wie Schienen, Bahnschwellen und Fahrräder.

## Einsatz
In der zweiten Maihälfte 1919 operierte der Panzerzug Sitschowyj Strilez auf der Eisenbahnstrecke von Brody über Dubno nach Sdolbuniw. Zu dieser Zeit erhielt das polnische 1. Ulanenregiment Krechowce den Befehl, die Eisenbahnknotenpunkte bei Brody und Radywyliw zu erobern. Dies gelang den Truppen am 22. Mai 1919 und zeitgleich näherten sich sowjetische Truppen der Ortschaft Sdolbuniw. Dadurch wurden die ukrainischen Truppen eingekesselt und versuchten nach Süden, in Richtung Galizien, durchzubrechen. Der Panzerzug wurde jedoch zwischen Sdolbuniw und Radywyliw abgeschnitten. Die Besatzung versuchte über die Ausweichstrecke zwischen Radywyliw und Krasne in Richtung Zlochiv durchzubrechen. Am 24. Mai passierte der Panzerzug Radywyliw und beschoss den Bahnhof, bevor er sich nach Brody zurückzog und auch diese Stadt beschoss. Zwischen Radywyliw und Sdolbuniw zerstörte derweil die 1. Schwadron des polnischen 1. Ulanenregiments die Gleise. Aus diesem Grund musste sich der Panzerzug erneut nach Radywyliw zurückziehen und wurde dort von der 2. Schwadron des polnischen 1. Ulanenregiments umzingelt und zur Aufgabe gezwungen. Die Besatzung ergab sich, wurde jedoch nicht gefangen genommen und durfte sich unbewaffnet zurückziehen.

## Zugpersonal
Die Besatzung des Panzerzug Sitschowyj Strilez stammte vom ehemaligen russischen Panzerzug 4, welcher ebenfalls von ukrainischen Truppen erbeutet worden war. Insgesamt waren 165 Soldaten Teil der Besatzung.
- Zugkommandant Fähnrich O. Vudkievich (21. April – 31. April 1919)
- Zugkommandant Fähnrich Ivan Mashura (31. April – 24. Mai 1919)

## Zugzusammensetzung
Die Gliederung des Panzerzug Sitschowyj Strilez wird von vorne nach hinten aufgeführt.
- Abstoßwagen
- Maschinengewehrwagen
- Panzerzuglokomotive
- Maschinengewehrwagen
- Abstoßwagen